# 2020年夏季帕拉林匹克運動會羽球比賽
2020年夏季帕拉林匹克運動會羽球比賽，是因嚴重特殊傳染性肺炎疫情而延期至2021年舉行的第16屆夏季帕拉林匹克運動會的其中一個比賽項目。這是羽球首次成爲帕運正式比賽項目，於2021年9月1日至5日在東京國立代代木競技場進行。總共有14個項目：7項男子比賽、6項女子比賽和1項混雙比賽。

## 比賽分級
羽球比賽是給予有肢體障礙的運動員參加的比賽項目。按照運動員的身障程度，可以分為6個級別：
- WH1級：雙腿和軀幹損傷。
- WH2級：單腿或雙腿損傷但軀幹輕微損傷或無損傷。
- SL3級：單腿或雙腿損傷，行走或跑步平衡感較差。
- SL4級：單腿或雙腿損傷，行走或跑步平衡感較好。
- SU5級：手臂損傷。
- SH6級：身材矮小。

## 比賽規則
基本規則與一般羽球規則大致相同，以下列出差異之處：
- WH1級單打：使用半場、輪椅。
- WH2級單打：使用半場、輪椅。
- SL3級單打：使用半場。
- SL4級單打：無
- SU5級單打：無
- SH6級單打：無
- WH級雙打：至少有一名WH1級選手。
- SL3-SU5級雙打：SL3、SL4、SU5級選手分別為3點、4點、5點，兩名選手點數相加不可超過8點。

## 比賽項目
本屆羽球比賽共設14個小項。

| - 男子WH1級單打 - 男子WH2級單打 - 男子SL3級單打 - 男子SL4級單打 - 男子SU5級單打 - 男子SH6級單打 - 男子WH級雙打 | - 女子WH1級單打 - 女子WH2級單打 - 女子SL4級單打 - 女子SU5級單打 - 女子WH級雙打 - 女子SL3-SU5級雙打 | - 混合SL3-SU5級雙打 |  |

## 參賽國家和地區
- （2）
- 巴西（1）
- 加拿大（1）
- 中国（9）
- 中华台北（1）
- 丹麦（1）
- 埃及（1）
- 法国（6）
- 德国（6）
- 英国（4）
- 中国香港（2）
- 印度（7）
- 印度尼西亚（7）
- 以色列（1）
- 日本（13）（主辦國）
- 马来西亚（2）
- 荷兰（1）
- 挪威（1）
- 秘鲁（1）
- 波兰（1）
- 葡萄牙（1）
- 韩国（7）
- （1）
- 瑞士（2）
- 泰国（7）
- 土耳其（2）
- 乌干达（1）
- 乌克兰（1）

## 奖牌榜
*   主办国家/地区（日本）
| 排名                 | 代表团               | 金牌 | 銀牌 | 銅牌 | 总计 |
| -------------------- | -------------------- | ---- | ---- | ---- | ---- |
| 1                    | 中国                 | 5    | 3    | 2    | 10   |
| 2                    | 日本*                | 3    | 1    | 5    | 9    |
| 3                    | 印度尼西亚           | 2    | 2    | 2    | 6    |
| 4                    | 印度                 | 2    | 1    | 1    | 4    |
| 5                    | 法国                 | 1    | 1    | 0    | 2    |
| 6                    | 马来西亚             | 1    | 0    | 0    | 1    |
| 7                    | 韩国                 | 0    | 3    | 1    | 4    |
| 8                    | 英国                 | 0    | 1    | 1    | 2    |
| 8                    | 中国香港             | 0    | 1    | 1    | 2    |
| 8                    | 泰国                 | 0    | 1    | 1    | 2    |
| 总计（共10个代表团） | 总计（共10个代表团） | 14   | 14   | 14   | 42   |

## 奖牌得主
| 項目              | 金牌                                                        | 银牌                                      | 铜牌                                        |
| 男子WH1級單打     | 屈子墨 · 中国（CHN）                                        | 李三燮 · 韩国（KOR）                      | 李东燮 · 韩国（KOR）                        |
| 男子WH2級單打     | 梶原大暉 · 日本（JPN）                                      | 金正俊 · 韩国（KOR）                      | 陳浩源 · 中国香港（HKG）                    |
| 男子SL3級單打     | Bhagat Parmod · 印度（IND）                                 | Bathell Daniel · 英国（GBR）              | Sakar Manoj · 印度（IND）                   |
| 男子SL4級單打     | 卢卡·马聚尔 · 法国（FRA）                                   | Yathiraj Suhas · 印度（IND）              | Fredy Setiawan · 印度尼西亚（INA）          |
| 男子SU5級單打     | 謝儮好 · 马来西亚（MAS）                                    | 迪瓦·阿里穆斯蒂 · 印度尼西亚（INA）       | 苏尤·努格罗荷 · 印度尼西亚（INA）           |
| 男子SH6級單打     | 克里希納·納加爾 · 印度（IND）                               | 朱文佳 · 中国香港（HKG）                  | 克萊斯汀·庫姆斯 · 英国（GBR）               |
| 男子WH級雙打      | 中国（CHN） · 麦建朋 · 屈子墨                               | 韩国（KOR） · 金正俊 · 李東燮             | 日本（JPN） · 梶原大暉 · 村山浩             |
| 女子WH1級單打     | 里見紗李奈 · 日本（JPN）                                    | 素集拉·布坎 · 泰国（THA）                 | 尹梦璐 · 中国（CHN）                        |
| 女子WH2級單打     | 刘禹彤 · 中国（CHN）                                        | 郭婷婷 · 中国（CHN）                      | 山崎悠麻 · 日本（JPN）                      |
| 女子SL4級單打     | 程和芳 · 中国（CHN）                                        | Leani Ratri olena · 印度尼西亚（INA）     | 马慧慧 · 中国（CHN）                        |
| 女子SU5級單打     | 杨秋霞 · 中国（CHN）                                        | 铃木亚弥子 · 日本（JPN）                  | 杉野明子 · 日本（JPN）                      |
| 女子WH級雙打      | 日本（JPN） · 里見紗李奈 · 山崎悠麻                         | 中国（CHN） · 刘禹彤 · 尹梦璐             | 泰国（THA） · 素集拉·布坎 · 阿姆努伊·威維坦 |
| 女子SL3-SU5級雙打 | 印度尼西亚（INA） · Leani Ratri Oktila · Khalimatus Sadiyah | 中国（CHN） · 程和芳 · 马慧慧             | 日本（JPN） · 伊藤则子 · 铃木亚弥子         |
| 混合SL3-SU5級雙打 | 印度尼西亚（INA） · 哈里·蘇珊托 · 莉妮·拉特里·奧克蒂拉      | 法国（FRA） · 卢卡·马聚尔 · 法斯汀·諾埃爾 | 日本（JPN） · 藤原大輔 · 杉野明子           |